# سلوبودان دبييتش
سلوبودان دبييتش (بالصربية: Слободан Дубајић)‏ (Slobodan Dubajić) (مواليد 19 فبراير 1963)، هو لاعب كرة قدم سابق كان يلعب كمدافع. يلعب مع منتخب صربيا لكرة القدم منذ عام 1994.

## وصلات خارجية
- سلوبودان دبييتش على موقع اتحاد تركيا (لاعب) (الإنجليزية)
- سلوبودان دبييتش على موقع رابطة كرة القدم اليابانية للمحترفين (اليابانية)
- سلوبودان دبييتش على موقع قاعدة بيانات كرة القدم.إي يو (الإنجليزية)
- سلوبودان دبييتش على موقع بيانات كرة القدم. دي إي (الألمانية)
- سلوبودان دبييتش على موقع ناشيونال فوتبول تيمز (الإنجليزية)
- سلوبودان دبييتش على موقع Soccerway.com (الإنجليزية)
- سلوبودان دبييتش على موقع عالم كرة القدم.نت (الإنجليزية)

- National Football Teams